# Lycozoarces regani
Lycozoarces regani ist ein kleiner Fisch aus der Familie der Aalmuttern (Zoarcidae) in der Teilordnung der Aalmutterverwandten (Zoarcales). Es ist ein bodenbewohnender Meeresfisch, der im nordwestlichen Pazifik im Ochotskischen Meer und im Tatarensund in der äußeren Schelfregion in Tiefen von 50 bis 300 Metern vorkommt. Die Art wurde zu Ehren des britischen Ichthyologen Charles Tate Regan benannt.

## Merkmale
Lycozoarces regani wird 15 cm lang und hat einen, im Vergleich zu anderen Aalmuttern, relativ plumpen, seitlich abgeflachten und völlig schuppenlosen Körper. Die Anzahl der Wirbel liegt bei 65 bis 71. Alle Flossen sind stachellos. Rücken-, After- und Schwanzflosse sind zu einem durchgehenden Flossensaum zusammengewachsen. Die Schwanzflosse wird von 13 bis 15 Flossenstrahlen und von zwei Epuralia, längliche, freistehende Knochen im Schwanzflossenskelett, gestützt. Der Kopf ist relativ groß (ca. 20 % der Standardlänge), die Lippen fleischig. Die Augen sind von einem Halbkreis von 5 bis 6 Suborbitalknochen umgeben. Zwischen den Augen liegen zwei Poren. Gaumenzähne sind vorhanden.
- Flossenformel: Dorsale 66–68, Anale 51–53, Pectorale 13–15, Ventrale 3, Caudale 11–13.

Die Art zeigt einen deutlichen Sexualdimorphismus mit einer deutlich höheren Rückenflosse bei den Männchen. Dies hat dazu geführt, dass das Männchen ursprünglich als zweite Art der Gattung beschrieben wurde (Lycozoarces hubbsi Popov, 1935).